# Daniel (Lepisk)
Daniel, imię świeckie Margo Lepisk (ur. 23 lipca 1971 r. w Kohtla-Järve) – estoński biskup prawosławny służący w jurysdykcji Rosyjskiego Kościoła Prawosławnego.

## Życiorys
Ukończył szkołę średnią w rodzinnym mieście. W 1993 r. ukończył studia w zakresie fizyki na Uniwersytecie w Tartu. W czasie studiów przyjął chrzest w Piuchtickim Monasterze Zaśnięcia Matki Bożej. 
W 1993 r. podjął naukę w seminarium duchownym w Moskwie, które ukończył w 1996 r. Następnie rozpoczął studia na Moskiewskiej Akademii Duchownej, które ukończył w 2000 r., uzyskując stopień kandydata nauk teologicznych po obronie pracy dyplomowej poświęconej egzegezie Nowego Testamentu w pracach metropolity moskiewskiego Filareta. 10 grudnia 2000 r. został wyświęcony na diakona jako celibatariusz. Skierowano go do pracy duszpasterskiej w soborze Zmartwychwstania Pańskiego w Narwie. 20 maja 2001 r. został wyświęcony na kapłana i mianowany proboszczem parafii św. Aleksandra Newskiego w Haapsalu. Święcenia obydwu stopni przyjmował z rąk metropolity Tallinna i całej Estonii Korneliusza. W latach 2017–2021 był sekretarzem metropolity Tallina i całej Estonii.
W styczniu 2021 r. został proboszczem parafii św. Jerzego w Tartu, równocześnie pełniąc nadal - do lutego 2022 r. - obowiązki proboszcza poprzednio zarządzanej parafii. 
29 stycznia 2024 r. Święty Synod Estońskiego Kościoła Prawosławnego nominował go na biskupa Tartu, wikariusza eparchii tallińskiej. W związku z tą decyzją 2 lutego 2024 r. złożył wieczyste śluby mnisze przed metropolitą tallińskim Eugeniuszem, w soborze św. Aleksandra Newskiego w Tallinnie. Przyjął imię zakonne Daniel na cześć św. Daniela Słupnika. Następnego dnia, po potwierdzeniu nominacji przez Święty Synod Rosyjskiego Kościoła Prawosławnego, otrzymał godność archimandryty. 4 lutego 2024 r. w soborze katedralnym w Tallinnie pod przewodnictwem metropolity Tallinna i całej Estonii Eugeniusza odbyła się jego chirotonia biskupia. 